# Glassboro
Glassboro és una població dels Estats Units a l'estat de Nova Jersey. Segons el cens del 2006 tenia 19.360 habitants.

## Demografia
Segons el cens del 2000, Glassboro tenia 19.068 habitants, 6.225 habitatges, i 4.046 famílies. La densitat de població era de 799,4 habitants/km².
Dels 6.225 habitatges en un 32,5% hi vivien nens de menys de 18 anys, en un 46,3% hi vivien parelles casades, en un 14,6% dones solteres, i en un 35% no eren unitats familiars. En el 23,6% dels habitatges hi vivien persones soles el 8,4% de les quals corresponia a persones de 65 anys o més que vivien soles. El nombre mitjà de persones vivint en cada habitatge era de 2,66 i el nombre mitjà de persones que vivien en cada família era de 3,17.
Per edats la població es repartia de la següent manera: un 22,1% tenia menys de 18 anys, un 25,6% entre 18 i 24, un 25,9% entre 25 i 44, un 16,6% de 45 a 60 i un 9,8% 65 anys o més.
L'edat mediana era de 27 anys. Per cada 100 dones de 18 o més anys hi havia 89,3 homes.
La renda mediana per habitatge era de 44.992 $ i la renda mediana per família de 55.246 $. Els homes tenien una renda mediana de 40.139 $ mentre que les dones 30.358 $. La renda per capita de la població era de 18.113 $. Aproximadament el 8,5% de les famílies i el 15,2% de la població estaven per davall del llindar de pobresa.

## Poblacions més properes
El següent diagrama mostra les poblacions més properes.